# Derby da Capital
El Derby da Capital, también conocido como El Derby Eterno o Clássico dos Clássicos, es el nombre que recibe la rivalidad futbolística entre el Benfica y el Sporting. Este derbi es uno de los encuentros más emblemáticos del fútbol portugués. La rivalidad entre ambos equipos se remonta a principios del siglo XX, cuando ambos clubes fueron fundados en Lisboa. A lo largo de los años, esta rivalidad se ha intensificado, alimentada por la competencia en la ciudad y la búsqueda de supremacía en el fútbol portugués. Los enfrentamientos entre estos dos equipos no solo tienen un gran significado deportivo, sino que también reflejan divisiones sociales y culturales en la capital portuguesa.
La rivalidad se originó en 1907, cuando ocho jugadores de Benfica pasaron al Sporting en busca de mejores condiciones de trabajo antes del primer derbi. El primer duelo entre ambos, fue por la Liga de Lisboa (era amateur), y data de 1907. El partido finalizó con victoria del Sporting por 2 a 1, actuando en condición de visitante.
Además de la proximidad geográfica, simbolizada por el hecho de que los estadios de ambos clubes distan apenas tres kilómetros, la rivalidad se amplifica en el plano deportivo por los títulos conquistados por los dos equipos, a veces a costa del otro. Benfica y Sporting también se disputaron el traspaso de Eusébio, que acabó fichando por las Águilas y no por el Sporting, club matriz de su club de origen, el Clube de Desportos do Maxaquene.

## Historia
El primer partido entre el Sporting CP y el SL Benfica tuvo lugar el 1 de diciembre de 1907, con victoria del Sporting CP por 2-1. El partido tuvo lugar en Carcavelos, en el campo de Quinta Nova, utilizado por el Sport Lisboa, que sólo se convertiría en Sport Lisboa e Benfica un año más tarde, tras la fusión con el Grupo Sport Benfica (una asociación ciclista).
En el Sporting jugaban ocho jugadores que habían abandonado el Sport Lisboa a cambio de mejores condiciones, una de las cuales era un campo adecuado para entrenar y jugar. El autor del primer gol fue Cândido Rodrigues. Era uno de los jugadores que habían cambiado de club. En el minuto 50, Corga empató para el Sport Lisboa. Poco después, llovió tanto que los jugadores del Sporting CP abandonaron el campo. Finalmente regresaron ante la insistencia del árbitro inglés Burtenshaw -también jugador del Carcavelos- y celebraron la victoria tras un autogol de Cosme Damião, fundador del Sport Lisboa.
La historia recordará la victoria del Sporting CP por 2-1, en el primero de lo que para los portugueses es el "Derbi Eterno". Siguió entonces un siglo de historia entre dos clubes que crecieron uno al lado del otro, para los que la rivalidad con sus vecinos es también una cuestión de identidad.

### Masas de seguidores
Según el libro "Vox Populi - O Estado da Opinião em Portugal (1997-2001)", basado en estadísticas realizadas por el canal de televisión SIC, en 2001 el Benfica era el club con más seguidores en todas las regiones del país (a excepción del Gran Oporto). El Sporting, en cambio, era más popular en el sur, sobre todo en las zonas urbanas de la Gran Lisboa y la península de Setúbal. Sin embargo, el Benfica tiene más seguidores en la periferia, mientras que el Sporting tiene más seguidores en el centro de Lisboa. El mismo estudio concluía que los aficionados del Sporting tenían más éxito profesional, con una mayor presencia relativa de mandos intermedios y superiores entre sus seguidores. Si se analiza por sexo y edad, el Benfica es más popular entre las mujeres, mientras que el Sporting tiene más seguidores varones de más de 30 años.

## Estadísticas

### Por Liga de Lisboa
En la era amateur, comenzaron los enfrentamientos en la Liga de Lisboa. Por ese torneo, se enfrentaron oficialemente en 85 cotejos. El Sporting venció en 37 partidos, el Benfica lo hizo en 33 duelos, e igualaron en 15 partidos.

### Por Liga de Portugal
Por Liga, se han enfrentado en 182 oportunidades. El Sporting ganó 51 juegos, el Benfica venció en 83 duelos, mientras que igualaron en 48 cotejos oficiales.
| #   | Temporada | Local       | Resultado | Visitante   |
| --- | --------- | ----------- | --------- | ----------- |
| 1   | 1934/35   | SL Benfica  | 1-1       | Sporting CP |
| 2   | 1934/35   | Sporting CP | 3-1       | SL Benfica  |
| 3   | 1935/36   | Sporting CP | 2-4       | SL Benfica  |
| 4   | 1935/36   | SL Benfica  | 3-1       | Sporting CP |
| 5   | 1936/37   | Sporting CP | 1-4       | SL Benfica  |
| 6   | 1936/37   | SL Benfica  | 5-1       | Sporting CP |
| 7   | 1937/38   | SL Benfica  | 3-2       | Sporting CP |
| 8   | 1937/38   | Sporting CP | 2-2       | SL Benfica  |
| 9   | 1938/39   | Sporting CP | 0-1       | SL Benfica  |
| 10  | 1938/39   | SL Benfica  | 1-4       | Sporting CP |
| 11  | 1939/40   | SL Benfica  | 1-3       | Sporting CP |
| 12  | 1939/40   | Sporting CP | 3-1       | SL Benfica  |
| 13  | 1940/41   | Sporting CP | 1-2       | SL Benfica  |
| 14  | 1940/41   | SL Benfica  | 2-4       | Sporting CP |
| 15  | 1941/42   | Sporting CP | 1-4       | SL Benfica  |
| 16  | 1941/42   | SL Benfica  | 4-3       | Sporting CP |
| 17  | 1942/43   | Sporting CP | 3-2       | SL Benfica  |
| 18  | 1942/43   | SL Benfica  | 2-1       | Sporting CP |
| 19  | 1943/44   | SL Benfica  | 5-4       | Sporting CP |
| 20  | 1943/44   | Sporting CP | 1-0       | SL Benfica  |
| 21  | 1944/45   | Sporting CP | 0-2       | SL Benfica  |
| 22  | 1944/45   | SL Benfica  | 4-1       | Sporting CP |
| 23  | 1945/46   | Sporting CP | 4-3       | SL Benfica  |
| 24  | 1945/46   | SL Benfica  | 7-2       | Sporting CP |
| 25  | 1946/47   | Sporting CP | 6-1       | SL Benfica  |
| 26  | 1946/47   | SL Benfica  | 3-1       | Sporting CP |
| 27  | 1947/48   | Sporting CP | 1-3       | SL Benfica  |
| 28  | 1947/48   | SL Benfica  | 1-4       | Sporting CP |
| 29  | 1948/49   | Sporting CP | 5-1       | SL Benfica  |
| 30  | 1948/49   | SL Benfica  | 3-3       | Sporting CP |
| 31  | 1949/50   | Sporting CP | 1-2       | SL Benfica  |
| 32  | 1949/50   | SL Benfica  | 2-3       | Sporting CP |
| 33  | 1950/51   | SL Benfica  | 1-3       | Sporting CP |
| 34  | 1950/51   | Sporting CP | 2-2       | SL Benfica  |
| 35  | 1951/52   | SL Benfica  | 3-2       | Sporting CP |
| 36  | 1951/52   | Sporting CP | 3-2       | SL Benfica  |
| 37  | 1952/53   | SL Benfica  | 2-3       | Sporting CP |
| 38  | 1952/53   | Sporting CP | 3-1       | SL Benfica  |
| 39  | 1953/54   | SL Benfica  | 0-2       | Sporting CP |
| 40  | 1953/54   | Sporting CP | 3-2       | SL Benfica  |
| 41  | 1954/55   | Sporting CP | 0-1       | SL Benfica  |
| 42  | 1954/55   | SL Benfica  | 1-1       | Sporting CP |
| 43  | 1955/56   | Sporting CP | 1-3       | SL Benfica  |
| 44  | 1955/56   | SL Benfica  | 3-0       | Sporting CP |
| 45  | 1956/57   | SL Benfica  | 1-1       | Sporting CP |
| 46  | 1956/57   | Sporting CP | 1-0       | SL Benfica  |
| 47  | 1957/58   | Sporting CP | 2-0       | SL Benfica  |
| 48  | 1957/58   | SL Benfica  | 2-0       | Sporting CP |
| 49  | 1958/59   | SL Benfica  | 4-0       | Sporting CP |
| 50  | 1958/59   | Sporting CP | 2-1       | SL Benfica  |
| 51  | 1959/60   | Sporting CP | 1-1       | SL Benfica  |
| 52  | 1959/60   | SL Benfica  | 4-3       | Sporting CP |
| 53  | 1960/61   | SL Benfica  | 1-0       | Sporting CP |
| 54  | 1960/61   | Sporting CP | 1-1       | SL Benfica  |
| 55  | 1961/62   | SL Benfica  | 3-3       | Sporting CP |
| 56  | 1961/62   | Sporting CP | 3-1       | SL Benfica  |
| 57  | 1962/63   | SL Benfica  | 4-3       | Sporting CP |
| 58  | 1962/63   | Sporting CP | 1-3       | SL Benfica  |
| 59  | 1963/64   | Sporting CP | 3-1       | SL Benfica  |
| 60  | 1963/64   | SL Benfica  | 2-2       | Sporting CP |
| 61  | 1964/65   | SL Benfica  | 3-0       | Sporting CP |
| 62  | 1964/65   | Sporting CP | 2-2       | SL Benfica  |
| 63  | 1965/66   | SL Benfica  | 2-4       | Sporting CP |
| 64  | 1965/66   | Sporting CP | 0-2       | SL Benfica  |
| 65  | 1966/67   | SL Benfica  | 3-0       | Sporting CP |
| 66  | 1966/67   | Sporting CP | 1-1       | SL Benfica  |
| 67  | 1967/68   | Sporting CP | 3-1       | SL Benfica  |
| 68  | 1967/68   | SL Benfica  | 1-0       | Sporting CP |
| 69  | 1968/69   | Sporting CP | 0-0       | SL Benfica  |
| 70  | 1968/69   | SL Benfica  | 0-0       | Sporting CP |
| 71  | 1969/70   | Sporting CP | 1-0       | SL Benfica  |
| 72  | 1969/70   | SL Benfica  | 1-1       | Sporting CP |
| 73  | 1970/71   | Sporting CP | 1-1       | SL Benfica  |
| 74  | 1970/71   | SL Benfica  | 5-1       | Sporting CP |
| 75  | 1971/72   | Sporting CP | 0-3       | SL Benfica  |
| 76  | 1971/72   | SL Benfica  | 2-1       | Sporting CP |
| 77  | 1972/73   | SL Benfica  | 4-1       | Sporting CP |
| 78  | 1972/73   | Sporting CP | 1-2       | SL Benfica  |
| 79  | 1973/74   | SL Benfica  | 2-0       | Sporting CP |
| 80  | 1973/74   | Sporting CP | 3-5       | SL Benfica  |
| 81  | 1974/75   | SL Benfica  | 1-1       | Sporting CP |
| 82  | 1974/75   | Sporting CP | 1-1       | SL Benfica  |
| 83  | 1975/76   | SL Benfica  | 0-0       | Sporting CP |
| 84  | 1975/76   | Sporting CP | 0-3       | SL Benfica  |
| 85  | 1976/77   | Sporting CP | 3-0       | SL Benfica  |
| 86  | 1976/77   | SL Benfica  | 2-1       | Sporting CP |
| 87  | 1977/78   | Sporting CP | 1-1       | SL Benfica  |
| 88  | 1977/78   | SL Benfica  | 1-0       | Sporting CP |
| 89  | 1978/79   | SL Benfica  | 5-0       | Sporting CP |
| 90  | 1978/79   | Sporting CP | 0-1       | SL Benfica  |
| 91  | 1979/80   | SL Benfica  | 3-2       | Sporting CP |
| 92  | 1979/80   | Sporting CP | 3-1       | SL Benfica  |
| 93  | 1980/81   | Sporting CP | 1-1       | SL Benfica  |
| 94  | 1980/81   | SL Benfica  | 1-1       | Sporting CP |
| 95  | 1981/82   | SL Benfica  | 1-1       | Sporting CP |
| 96  | 1981/82   | Sporting CP | 3-1       | SL Benfica  |
| 97  | 1982/83   | Sporting CP | 1-0       | SL Benfica  |
| 98  | 1982/83   | SL Benfica  | 1-0       | Sporting CP |
| 99  | 1983/84   | Sporting CP | 0-1       | SL Benfica  |
| 100 | 1983/84   | SL Benfica  | 1-1       | Sporting CP |
| 101 | 1984/85   | Sporting CP | 1-0       | SL Benfica  |
| 102 | 1984/85   | SL Benfica  | 3-1       | Sporting CP |
| 103 | 1985/86   | Sporting CP | 0-0       | SL Benfica  |
| 104 | 1985/86   | SL Benfica  | 1-2       | Sporting CP |
| 105 | 1986/87   | Sporting CP | 7-1       | SL Benfica  |
| 106 | 1986/87   | SL Benfica  | 2-1       | Sporting CP |
| 107 | 1987/88   | Sporting CP | 1-1       | SL Benfica  |
| 108 | 1987/88   | SL Benfica  | 4-1       | Sporting CP |
| 109 | 1988/89   | SL Benfica  | 2-0       | Sporting CP |
| 110 | 1988/89   | Sporting CP | 0-2       | SL Benfica  |
| 111 | 1989/90   | Sporting CP | 0-1       | SL Benfica  |
| 112 | 1989/90   | SL Benfica  | 2-1       | Sporting CP |
| 113 | 1990/91   | Sporting CP | 0-2       | SL Benfica  |
| 114 | 1990/91   | SL Benfica  | 1-1       | Sporting CP |
| 115 | 1991/92   | Sporting CP | 0-0       | SL Benfica  |
| 116 | 1991/92   | SL Benfica  | 2-0       | Sporting CP |
| 117 | 1992/93   | Sporting CP | 2-0       | SL Benfica  |
| 118 | 1992/93   | SL Benfica  | 1-0       | Sporting CP |
| 119 | 1993/94   | SL Benfica  | 2-1       | Sporting CP |
| 120 | 1993/94   | Sporting CP | 3-6       | SL Benfica  |
| 121 | 1994/95   | Sporting CP | 1-0       | SL Benfica  |
| 122 | 1994/95   | SL Benfica  | 1-2       | Sporting CP |
| 123 | 1995/96   | Sporting CP | 2-0       | SL Benfica  |
| 124 | 1995/96   | SL Benfica  | 0-0       | Sporting CP |
| 125 | 1996/97   | Sporting CP | 1-0       | SL Benfica  |
| 126 | 1996/97   | SL Benfica  | 1-0       | Sporting CP |
| 127 | 1997/98   | SL Benfica  | 0-0       | Sporting CP |
| 128 | 1997/98   | Sporting CP | 1-4       | SL Benfica  |
| 129 | 1998/99   | Sporting CP | 1-2       | SL Benfica  |
| 130 | 1998/99   | SL Benfica  | 3-3       | SL Benfica  |
| 131 | 1999/00   | SL Benfica  | 0-0       | Sporting CP |
| 132 | 1999/00   | Sporting CP | 0-1       | SL Benfica  |
| 133 | 2000/01   | SL Benfica  | 3-0       | Sporting CP |
| 134 | 2000/01   | Sporting CP | 3-0       | SL Benfica  |
| 135 | 2001/02   | SL Benfica  | 2-2       | Sporting CP |
| 136 | 2001/02   | Sporting CP | 1-1       | SL Benfica  |
| 137 | 2002/03   | Sporting CP | 0-2       | SL Benfica  |
| 138 | 2002/03   | SL Benfica  | 1-2       | Sporting CP |
| 139 | 2003/04   | SL Benfica  | 1-3       | Sporting CP |
| 140 | 2003/04   | Sporting CP | 0-1       | SL Benfica  |
| 141 | 2004/05   | Sporting CP | 2-1       | SL Benfica  |
| 142 | 2004/05   | SL Benfica  | 1-0       | Sporting CP |
| 143 | 2005/06   | Sporting CP | 2-1       | SL Benfica  |
| 144 | 2005/06   | SL Benfica  | 1-3       | Sporting CP |
| 145 | 2006/07   | Sporting CP | 0-2       | SL Benfica  |
| 146 | 2006/07   | SL Benfica  | 1-1       | Sporting CP |
| 147 | 2007/08   | SL Benfica  | 0-0       | Sporting CP |
| 148 | 2007/08   | Sporting CP | 1-1       | SL Benfica  |
| 149 | 2008/09   | SL Benfica  | 2-0       | Sporting CP |
| 150 | 2008/09   | Sporting CP | 3-2       | SL Benfica  |
| 151 | 2009/10   | Sporting CP | 0-0       | SL Benfica  |
| 152 | 2009/10   | SL Benfica  | 2-0       | Sporting CP |
| 153 | 2010/11   | SL Benfica  | 2-0       | Sporting CP |
| 154 | 2010/11   | Sporting CP | 0-2       | SL Benfica  |
| 155 | 2011/12   | SL Benfica  | 1-0       | Sporting CP |
| 156 | 2011/12   | Sporting CP | 1-0       | SL Benfica  |
| 157 | 2012/13   | Sporting CP | 1-3       | SL Benfica  |
| 158 | 2012/13   | SL Benfica  | 2-0       | Sporting CP |
| 159 | 2013/14   | Sporting CP | 1-1       | SL Benfica  |
| 160 | 2013/14   | SL Benfica  | 2-0       | Sporting CP |
| 161 | 2014/15   | SL Benfica  | 1-1       | Sporting CP |
| 162 | 2014/15   | Sporting CP | 1-1       | SL Benfica  |
| 163 | 2015/16   | SL Benfica  | 0-3       | Sporting CP |
| 164 | 2015/16   | Sporting CP | 0-1       | SL Benfica  |
| 165 | 2016/17   | SL Benfica  | 2-1       | Sporting CP |
| 166 | 2016/17   | Sporting CP | 1-1       | SL Benfica  |
| 167 | 2017/18   | SL Benfica  | 1-1       | Sporting CP |
| 168 | 2017/18   | Sporting CP | 0-0       | SL Benfica  |
| 169 | 2018/19   | SL Benfica  | 1-1       | Sporting CP |
| 170 | 2018/19   | Sporting CP | 2-4       | SL Benfica  |
| 171 | 2019/20   | Sporting CP | 0-2       | SL Benfica  |
| 172 | 2019/20   | SL Benfica  | 2-1       | Sporting CP |
| 173 | 2020-21   | Sporting CP | 1-0       | SL Benfica  |
| 174 | 2020-21   | SL Benfica  | 4-3       | Sporting CP |
| 175 | 2021-22   | SL Benfica  | 1-3       | Sporting CP |
| 176 | 2021-22   | Sporting CP | 0-2       | SL Benfica  |
| 177 | 2021-22   | SL Benfica  | 2-2       | Sporting CP |
| 178 | 2021-22   | Sporting CP | 2-2       | SL Benfica  |
| 179 | 2023-24   | SL Benfica  | 2-1       | Sporting CP |
| 180 | 2023-24   | Sporting CP | 2-1       | SL Benfica  |
| 181 | 2024-25   | Sporting CP | 1-0       | SL Benfica  |
| 182 | 2024-25   | SL Benfica  | 1-1       | Sporting CP |

### Por Copa de Portugal
Por la Copa de Portugal se enfrentaron en 40 partidos. Aquí, el Sporting lleva la delantera ya que el cuadro verde y blanco venció en 22 juegos, igualaron en 3 oportunidades, y el Benfica ganó 16 veces.
| #  | Temporada | Local       | Resultado  | Visitante   |
| -- | --------- | ----------- | ---------- | ----------- |
| 1  | 1941/42   | Sporting CP | 4-0        | SL Benfica  |
| 2  | 1942/43   | Sporting CP | 2-3        | SL Benfica  |
| 3  | 1944/45   | Sporting CP | 1-2        | SL Benfica  |
| 4  | 1944/45   | SL Benfica  | 2-3        | Sporting CP |
| 5  | 1944/45   | Sporting CP | 1-0        | SL Benfica  |
| 6  | 1947/48   | Sporting CP | 3-0        | SL Benfica  |
| 7  | 1951/52   | SL Benfica  | 5-4        | Sporting CP |
| 8  | 1953/54   | Sporting CP | 3-2        | SL Benfica  |
| 9  | 1953/54   | SL Benfica  | 2-1        | Sporting CP |
| 10 | 1953/54   | Sporting CP | 4-2        | SL Benfica  |
| 11 | 1954/55   | SL Benfica  | 2-1        | Sporting CP |
| 12 | 1958/59   | Sporting CP | 2-1        | SL Benfica  |
| 13 | 1958/59   | SL Benfica  | 3-1        | Sporting CP |
| 14 | 1959/60   | Sporting CP | 3-0        | SL Benfica  |
| 15 | 1959/60   | SL Benfica  | 0-0        | Sporting CP |
| 16 | 1962/63   | Sporting CP | 0-1        | SL Benfica  |
| 17 | 1962/63   | SL Benfica  | 0-2        | Sporting CP |
| 18 | 1969/70   | SL Benfica  | 3-1        | Sporting CP |
| 19 | 1970/71   | Sporting CP | 4-1        | SL Benfica  |
| 20 | 1971/72   | SL Benfica  | 3-2        | Sporting CP |
| 21 | 1973/74   | Sporting CP | 2-1        | SL Benfica  |
| 22 | 1975/76   | Sporting CP | 1-0        | SL Benfica  |
| 23 | 1976/77   | Sporting CP | 3-0        | SL Benfica  |
| 24 | 1977/78   | Sporting CP | 3-1        | SL Benfica  |
| 25 | 1979/80   | SL Benfica  | 2-1        | Sporting CP |
| 26 | 1982/83   | SL Benfica  | 3-0        | Sporting CP |
| 27 | 1977/78   | Sporting CP | 2-1        | SL Benfica  |
| 28 | 1985/86   | SL Benfica  | 5-0        | Sporting CP |
| 29 | 1986/87   | SL Benfica  | 2-1        | Sporting CP |
| 30 | 1995/96   | SL Benfica  | 3-1        | Sporting CP |
| 31 | 1999/00   | SL Benfica  | 1-3        | Sporting CP |
| 32 | 2004/05   | SL Benfica  | 3-3(p 7-6) | Sporting CP |
| 33 | 2007/08   | Sporting CP | 5-3        | SL Benfica  |
| 34 | 2013/14   | SL Benfica  | 4-3        | Sporting CP |
| 35 | 2015/16   | Sporting CP | 2-1        | SL Benfica  |
| 36 | 2018/19   | SL Benfica  | 2-1        | Sporting CP |
| 37 | 2018/19   | Sporting CP | 1-0        | SL Benfica  |
| 38 | 2023/24   | Sporting CP | 2-1        | SL Benfica  |
| 39 | 2023/24   | SL Benfica  | 2-2        | Sporting CP |
| 40 | 2024/25   | Sporting CP | 3-1        | SL Benfica  |

### Por Campeonato de Portugal
Por el Campeonato de Portugal (hoy Copa de Portugal) se enfrentaron en 6 partidos. El Sporting lleva la delantera ya que venció en 3 juegos, igualaron en una oportunidad, y el Benfica ganó 2 veces.
| # | Temporada | Local       | Resultado | Visitante   |
| - | --------- | ----------- | --------- | ----------- |
| 1 | 1933/34   | Sporting CP | 3-2       | SL Benfica  |
| 2 | 1933/34   | SL Benfica  | 0-0       | Sporting CP |
| 3 | 1934/35   | SL Benfica  | 2-1       | Sporting CP |
| 4 | 1936/37   | SL Benfica  | 3-2       | Sporting CP |
| 5 | 1936/37   | Sporting CP | 4-2       | SL Benfica  |
| 6 | 1937/38   | Sporting CP | 3-1       | SL Benfica  |

### Por Copa de la Liga
Se enfrentaron en 5 oportunidades, con 2 victorias del Benfica, una para el Sporting y dos empates, dado en las finales de la Copa de la Liga de Portugal de la temporada 2008/2009 y la 2024/25. Finalmente, el Benfica obtuvo el título en ambas finales mediante la definición por penales.
| # | Temporada | Local       | Resultado  | Visitante   |
| - | --------- | ----------- | ---------- | ----------- |
| 1 | 2008/09   | SL Benfica  | 1-1(p 3-2) | Sporting CP |
| 2 | 2009/10   | Sporting CP | 1-4        | SL Benfica  |
| 3 | 2010/11   | SL Benfica  | 2-1        | Sporting CP |
| 4 | 2021/22   | SL Benfica  | 1-2        | Sporting CP |
| 5 | 2024/25   | Sporting CP | 1-1(p 6-7) | SL Benfica  |

### Por Supercopa Portuguesa
Por esta competición se vieron las caras en 6 encuentros. El Sporting venció en 3, el Benfica en 2, e igualaron el restante.
| # | Temporada | Local       | Resultado | Visitante   |
| - | --------- | ----------- | --------- | ----------- |
| 1 | 1980      | Sporting CP | 2-2       | SL Benfica  |
| 2 | 1980      | SL Benfica  | 2-1       | Sporting CP |
| 3 | 1987      | SL Benfica  | 0-3       | Sporting CP |
| 4 | 1987      | Sporting CP | 1-0       | SL Benfica  |
| 5 | 2015      | Sporting CP | 1-0       | SL Benfica  |
| 6 | 2019      | SL Benfica  | 5-0       | Sporting CP |

### Totales de partidos oficiales
Actualizado hasta el 25 de mayo de 2025.
| Competición                 | Partidos Jugados | Ganados Benfica | Empates | Ganados Sporting | Goles Benfica | Goles Sporting |
| --------------------------- | ---------------- | --------------- | ------- | ---------------- | ------------- | -------------- |
| Primeira Liga               | 182              | 83              | 48      | 51               | 310           | 248            |
| Copa de Portugal            | 40               | 16              | 3       | 21               | 68            | 81             |
| Copa de la Liga de Portugal | 5                | 2               | 2       | 1                | 9             | 6              |
| Supercopa de Portugal       | 6                | 2               | 1       | 3                | 9             | 8              |
| Campeonato de Portugal      | 6                | 2               | 1       | 3                | 10            | 13             |
| Liga de Lisboa              | 85               | 33              | 15      | 37               | 138           | 140            |
| Total                       | 324              | 138             | 70      | 116              | 544           | 496            |

## Rachas
Incluyen partidos amistosos
- La mayor cantidad de partidos seguidos ganados por el Sporting ante su clásico rival es de 5 duelos, durante el período 1945 - 1946, entre cotejos de Campeonato Portugués, Copa de Portugal, y Copa de Lisboa.

- La mayor racha de partidos consecutivos de victorias ante su tradicional rival del Benfica es de 6 partidos, durante el período 1988 - 1990 (todos por Liga Portuguesa), siendo ésta, la mayor racha partidos seguidos ganados de uno sobre el otro del clásico de la ciudad.

- El mayor período de años invicto del Sporting sobre el Benfica es de 3 años, desde 1929 a 1932.

- El mayor período de años invicto del Benfica sobre el Sporting es de 4 años, desde 1911 a 1915, repitiendo esa cifra en el período 1988 - 1992, siendo éstas, las máximas cantidades de años invictos de un equipo sobre el otro.

## Jugadores

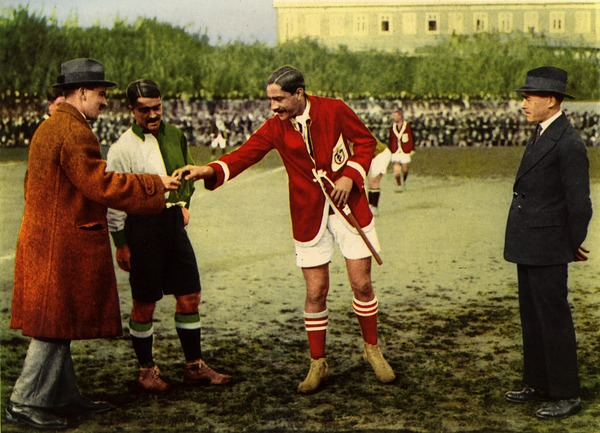
Cosme Damião e Francisco Stromp en 1907.

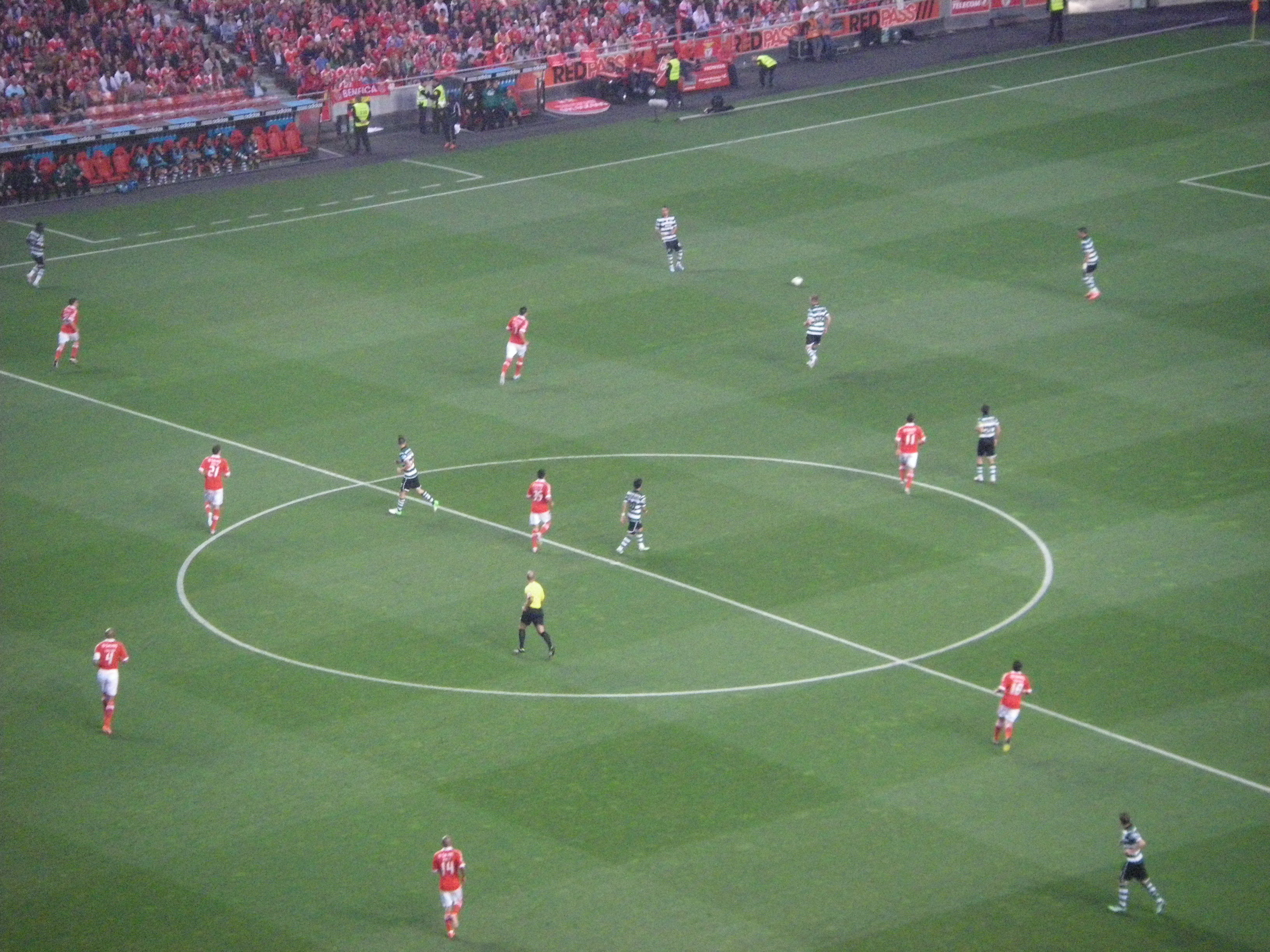
Comienzo de un Derby da Capital el 21 de abril de 2013 en da Luz.

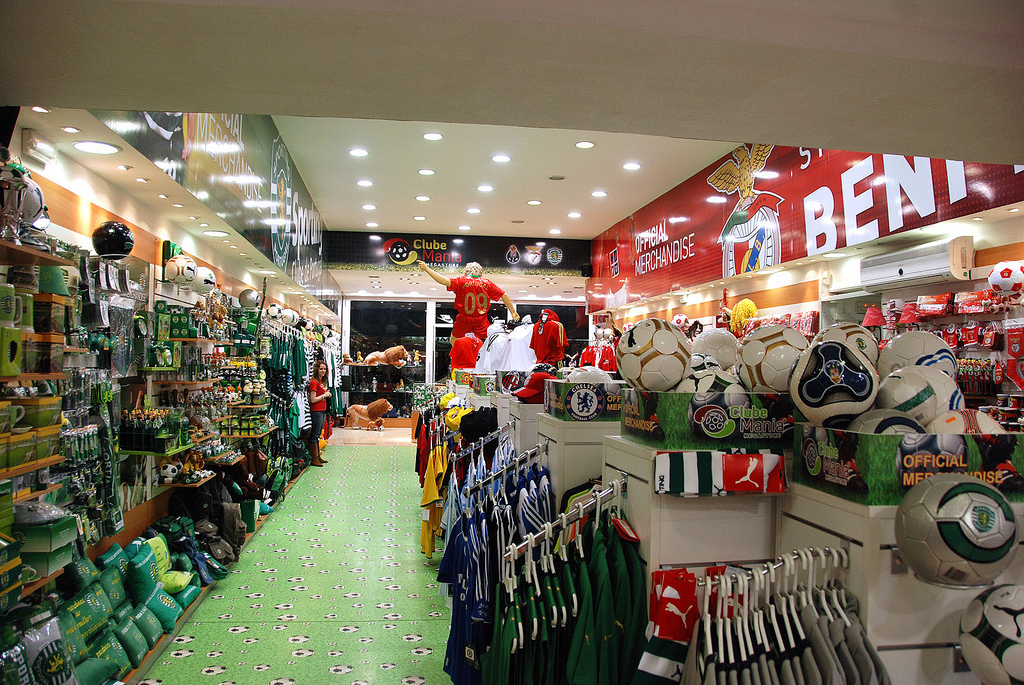
Una tienda de Lisboa dividida en productos del Sporting y Benfica.

La siguiente lista incluye jugadores que han militado en ambos clubes:
| - Alfredo Valadas (Sporting 1931–1933, Benfica 1934–1944) - António Botelho (Sporting 1970–1972 & 1973–1974 & 1977–1979, Benfica 1979–1982) - António Martins (Sporting 1936–1938, Benfica 1938–1945) - Artur Correia (Sporting 1977–1979 & 1979–1980, Benfica 1971–1977) - Carlos Alhinho (Sporting 1972–1975, Benfica 1976–1977 & 1978–1981) - Carlos Manuel (Benfica 1979–1987, Sporting 1988–1990) - Carlos Martins (Sporting 2007–2008, Benfica 2008–) - Dani (Sporting 1995–1997, Benfica 2000) - Dimas Teixeira (Benfica 1994–1996, Sporting 2000–2002) - Emílio Peixe (Sporting 1991–1995 & 1996–1997, Benfica 2002–2003) - Eurico Gomes (Benfica 1975–1979, Sporting 979–1982) - Fernando Mendes (Sporting 1985–1989, Benfica 1989–1991 & 1992–1993) - Hugo Porfírio (Sporting 1992–1997, Benfica 1998–2004) - João Laranjeira (Sporting 1970–1979, Benfica 1979–1982) - João Pereira (Benfica 2003–2006, Sporting 010–2012) - João Pinto (Benfica 1992–2000, Sporting 2000–2004) | - Jorge Cadete (Sporting 1987–1995, Benfica 1999–2003) - José Dominguez (Benfica 1992–1994, Sporting 1995–1997) - José Pérides (Sporting 1956–1960 & 1961–1964, Benfica 1964–1966) - Maniche (Benfica 1995–1996 & 1999–2002, Sporting 2010–2011) - Marco Caneira (Sporting 1996–2000 & 2006–2007 & 2008–2011, Benfica 2001–2002) - Marinho (Sporting 1989–1995, Benfica 1995–1997) - Mário Galvão (Sporting 1935–1940, Benfica 1941–1943) - Nélson Fernandes (Benfica 1965–1968, Sporting 1969–1976) - Paulo Bento (Benfica 1994–1996, Sporting 2000–2004) - Paulo Futre (Sporting 1983–1984, Benfica 1993) - Paulo Sousa (Benfica 1989–1993, Sporting 1993–1994) - Romeu Silva (Benfica 1975–1977, Sporting 1983–1986) - Rui Jordão (Sporting 1977–1987, Benfica 1971–1976) - Simão Sabrosa (Sporting 1997–1999, Benfica 2001–2007) - Derlei (Benfica 2007, Sporting 2007–2009) - André Carrillo (Sporting 2011-2016, Benfica 2016-2017) |

## Palmarés
A continuación una tabla que muestra las competiciones oficiales ganadas por ambos clubes. No se incluyen competiciones de divisiones inferiores.
| Competición                        | Benfica | Sporting |
| ---------------------------------- | ------- | -------- |
| Primera División de Portugal       | 38      | 21       |
| Copa de Portugal                   | 26      | 18       |
| Campeonato de Portugal (1922-1938) | 3       | 4        |
| Copa de la Liga de Portugal        | 8       | 4        |
| Supercopa de Portugal              | 9       | 9        |
| Copa de Campeones de Europa        | 2       | 0        |
| Recopa de Europa                   | 0       | 1        |
| Copa Latina                        | 1       | 0        |
| TOTAL                              | 87      | 57       |

Datos actualizados: 25 de mayo de 2025.